# Campoletis periscelis
Campoletis periscelis är en stekelart som först beskrevs av Joseph Kriechbaumer 1894.  Campoletis periscelis ingår i släktet Campoletis och familjen brokparasitsteklar. Inga underarter finns listade.